# بازرس کلوزو

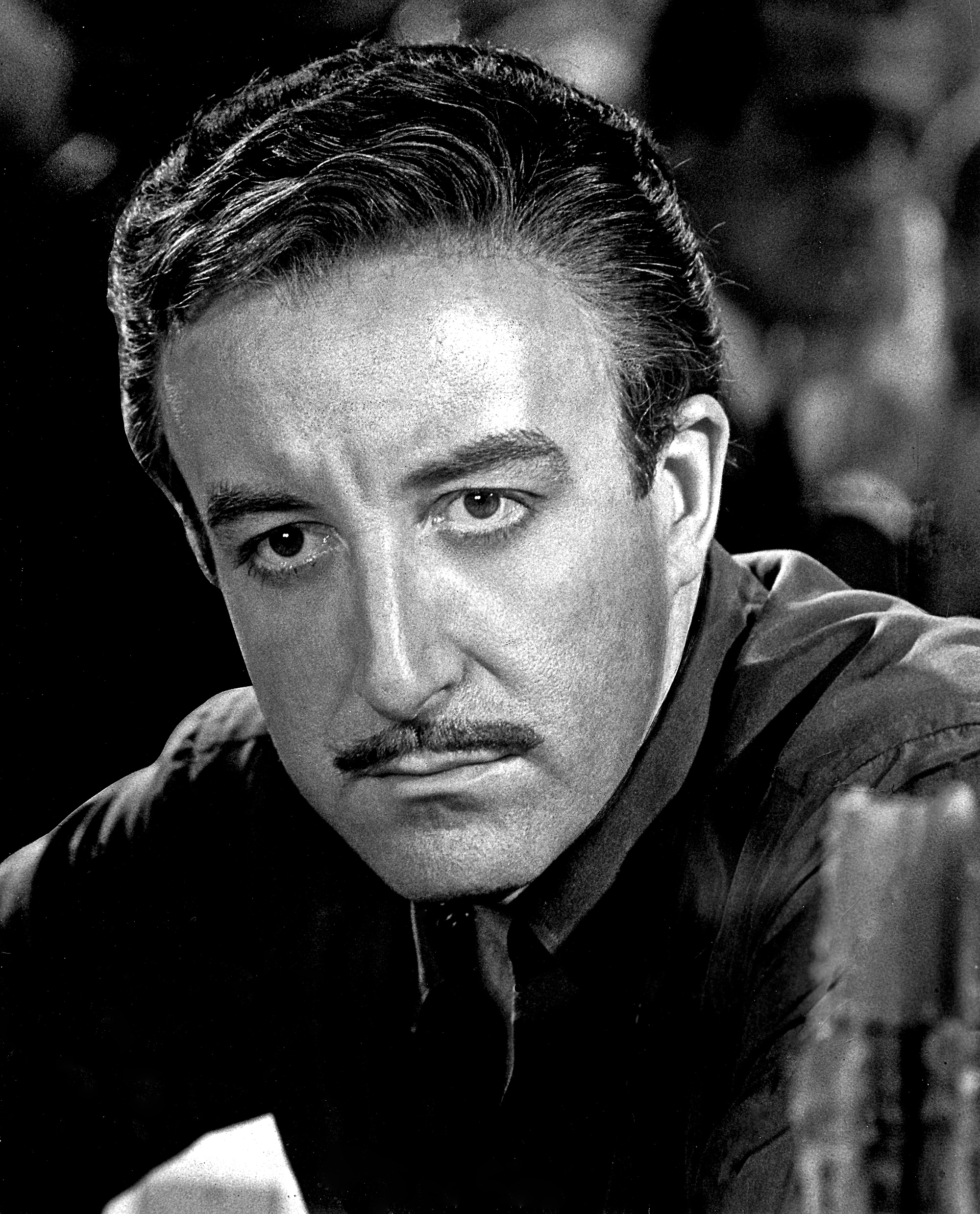
پیتر سلرز بازیگر اغلب نقش‌های بازرس کلوزو

سربازرس ژاک کلوزو شخصیتی در مجموعهٔ پلنگ صورتی اثر بلیک ادواردز است. در اکثر فیلم‌های این سری، پیتر سلرز این نقش را ایفا کرده است. در یک فیلم آلن آرکین و در دو فیلم ساخته شده در ۲۰۰۶ و ۲۰۰۹، استیو مارتین این نقش را بر عهده داشته است.

## فیلم‌شناسی و بازیگران نقش ژاک کلوزو

### پیتر سلرز
- پلنگ صورتی (۱۹۶۳)
- تیری در تاریکی (۱۹۶۴)
- بازگشت پلنگ صورتی (۱۹۷۵)
- پلنگ صورتی دوباره ضربه می‌زند (۱۹۷۶)
- انتقام پلنگ صورتی (۱۹۷۸)
- رد پای پلنگ صورتی (۱۹۸۲) - این فیلم با استفاده از صحنه‌های استفاده نشده در قسمت‌های قبل تهیه شده است.

### آلن آرکین
- بازرس کلوزو (۱۹۶۸) - سومین فیلم به ترتیب زمانی

### تد واس
- نفرین پلنگ صورتی (۱۹۸۳)

### استیو مارتین
- پلنگ صورتی (۲۰۰۶)
- پلنگ صورتی ۲ (۲۰۰۹)

### سایر فیلم‌ها
- عاشقانه پلنگ صورتی
- پسر پلنگ صورتی (۱۹۹۳)